# Guardaboscs de Sherwood
Els Guardaboscos de Sherwood (Sherwood Foresters en anglès), o Regiment de Nottinghamshire i Derbyshire, va ser un regiment d'infanteria de línia de l'exèrcit britànic, que va operar entre el 1881 i el 1970. Aquell any, el regiment es va fusionar amb el Regiment de Worcestershire per formar el Regiment de Worcestershire i dels Guardaboscos de Sherwood que, el 2007, seria fusionat amb el Regiment de Cheshire i el Regiment de Staffordshire (del Príncep de Gal·les), passant a formar el Regiment de Mèrcia. Actualment, els Guardaboscos de Sherwood constitueixen el 2n batalló del Regiment de Mèrcia.

## Història
El regiment es va formar l'1 de juliol de 1881 en el context de les reformes de l'exèrcit implantades per Hugh Childers. El 45è (Nottinghamshire) Regiment d'Infanteria (creat el 1741) i el 95è (Derbyshire) Regiment d'Infanteria (creat el 1823) van ser redissenyats com a 1r i 2n batallons dels Guardaboscos de Sherwood (Regiment de Derbyshire). Les milícies de Derbyshire i dels Reials Guardaboscos de Sherwood (milícies i voluntaris) es van convertir en el 3r (reserva) i 4t (reserva addicional) batallons, respectivament. També s'hi van afegir el 1r i 2n (Derbyshire), el 3r (Robin Hood) i el 4t (Nottinghamshire) batallons de voluntaris.

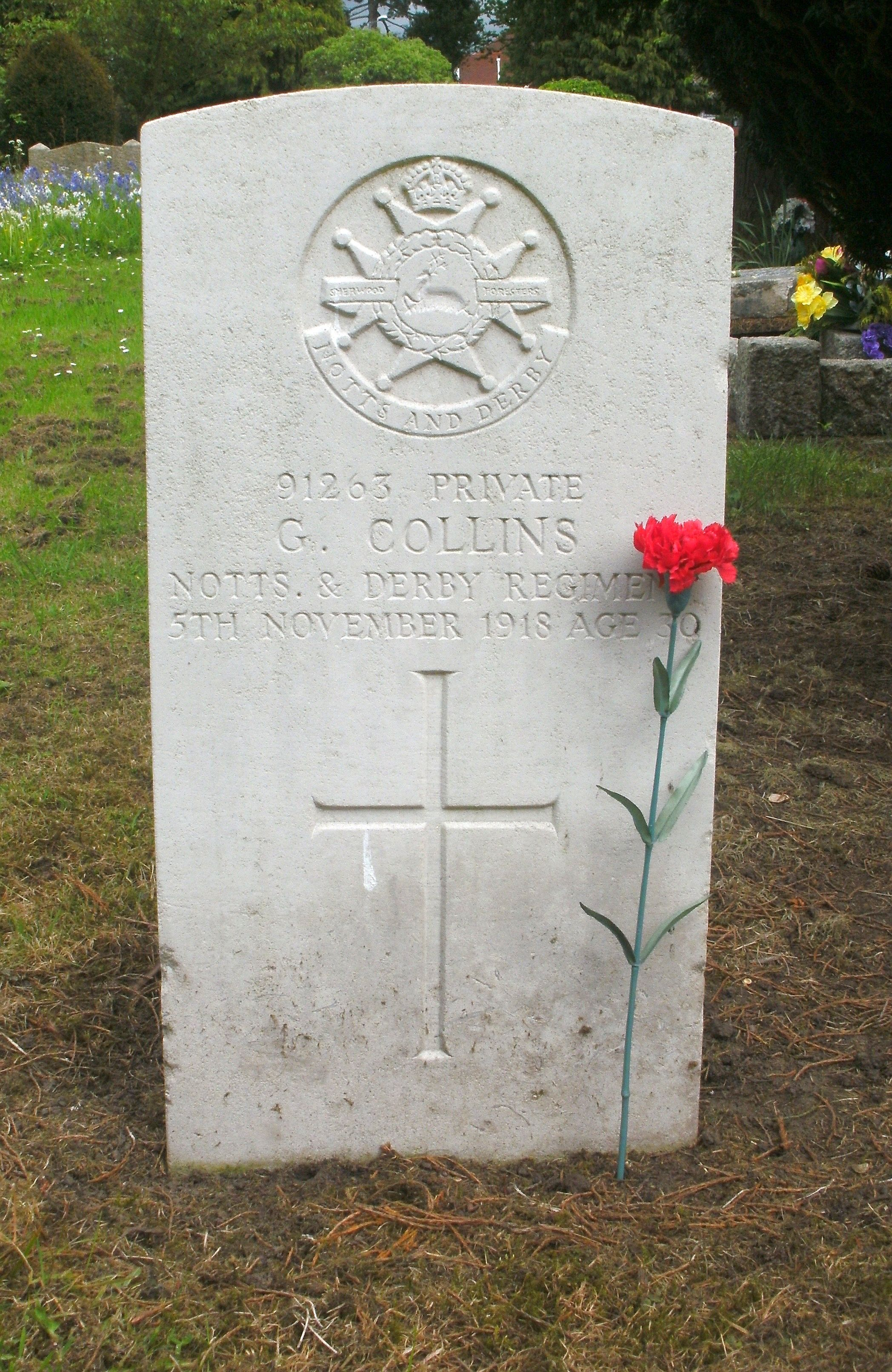
Memorial per G Collins dels Guardaboscos de Sherwood, amb el nom complet del regiment

Després d'aquesta fusió, els Guardaboscos de Sherwood van desenvolupar la seva primera acció de guerra a Egipte, en el curs de la Guerra Angloegípcia, i a Sud-àfrica, en el marc de la Segona Guerra Bòer.
El 2n batalló va servir a l'Índia entre el 1882 i el 1898, entrant en combat en l'expedició de Sikkim, el 1888, i en la campanya de la frontera nord-occidental, entre els anys 1897-1898. Posteriorment serien transferits a Aden. Entre el 1900 i el 1902 van estar estacionats a Malta.
El 1902, l'associació amb Nottinghamshire es va fer explícita, canviant el nom per Guardaboscos de Sherwood (Regiment de Nottinghamshire i Derbyshire).

## Honors de guerra
- post 1881:
  - Egipte (1882), Tirah, Sud-àfrica 1899–1902

- Primera Guerra Mundial:
  - Aisne 1914 & 18, Armentieres 1914, Neuve Chappelle, Aubers, Hooge 1915, Loos, Somme 1916 & 18, Albert 1916 & 18, Bazentin, Delville Wood, Pozieres, Ginchy, Flers-Courcelette, Morval, Thiepval, Le Transloy, Ancre Heights, Ancre 1916, Arras 1917 & 18, Vimy 1917, Scarpe 1917 & 18, Messines 1917, Ieper 1917 & 18, Pilkem, Langemark 1917, Menin Road, Polygon Wood, Broodseinde, Poelkappelle, Passendale, Cambrai 1917 & 18, St Quentin, Baupaume 1917, Rosieres, Villers Brettaneux, Lys, Bailleul, Kemmel, Scherpenberg, Amiens, Drocourt-Queant, Hindenburg Line, Epehy, Canal del Nord, Canal de St Quentin, Beaurevoir, Kortrijk, Selle, Sambre, França i Flandes 1914 - 18,
  - Piavé, Itàlia 1917 - 18,
  - Suvla, Desembarcament de Suvla, Schimitar Hill, Gal·lípoli 1915,
  - Egipte 1916

- Segona Guerra Mundial:
  - Noruega 1940,
  - St Omer-La Bassée, Ieper-Comines Canal, Dunquerque 1940, Europa nord-occidental 1940,
  - Gazala, El Alemain, Djebel Guerba, Tamera, Medejez Plain, Tunis, Àfrica del nord 1942 -43,
  - Salerno, Volturno Crossing, Monte Camino, Anzio, Campoleone, Advance to Tiber, Gothic Line, Coriano, Cosina Canal Crossing, Monte Ceco, Itàlia 1943 - 45,
  - Illa de Singapur, Malàisia 1942

## Creu Victòria
Els següents membres del regiment van ser reconeguts amb la Creu Victòria:
- Soldat Bernard McQuirt, Motí de l'Índia
- Tinent (posteriorment capità) Henry Singleton Pennell, Campanya de Tirah
- Soldat (posteriorment capità) William Bees, Segona Guerra Bòer
- Caporal (posteriorment capità) Harry Churchill Beet, Segona Guerra Bòer
- Caporal (posteriorment sergent) Ernest Albert Egerton, Primera Guerra Mundial
- Caporal en funcions (posteriorment sergent) Fred Greaves, Primera Guerra Mundial
- Capità (Tinent coronel en funcions, posteriorment Major General) Charles Edward Hudson, Primera Guerra Mundial
- Sergent William Henry Johnson, Primera Guerra Mundial
- Soldat Jacob Rivers, Primera Guerra Mundial
- Caporal James Upton, Primera Guerra Mundial
- Capità (Tinent coronel en funcions) Bernard William Vann, Primera Guerra Mundial
- Tinent segon (Capità en funcions, posteriorment coronel) Charles Geoffrey Vickers, Primera Guerra Mundial
- Tinent (Capità en funcions) Albert Ball, Primera Guerra Mundial
- Tinent (Capità en funcions) John Henry Cound Brunt, Segona Guerra Mundial